# Gambito Jerome
El gambito Jerome es una variante de la apertura Giucco piano inusual que se caracteriza por los movimientos:
1. e4 e5
2. Nf3 Nc6
3. Bc4 Bc5
4. Bxf7+? Kxf7
5. Nxe5+ Nxe5

## Uso
Esta es una apertura muy agresiva poco común entre los Grandes Maestros, pero con buenos resultados entre jugadores de menos nivel en plataformas como lichess con hasta un 69% de victoria en algunas líneas. Las blancas, sacrifican un caballo y un alfil por dos peones y ventaja de desarrollo; además en muchas líneas acabarán recuperando una pieza menor y tendrán la ventaja del enroque.

## Juegos ilustrativos
N.N. versus Blackburne, Londres 1884: 
1. e4 e5
2. Cf3 Cc6
3. Ac4 Ac5
4. Axf7 + ? Rxf7
5. Cxe5 + Cxe5
6. Dh5 + g6
7. Dxe5 d6 ??
8. Dxh8 Dh4
9. 0-0 Cf6
10. c3 ?? Cg4
11. h3 Axf2 +
12. Kh1 Af5 !
13. Dxa8 Dxh3 +!
14. gxh3 Bxe4 # 0–1